# Simpsonovi (8. řada)
Osmá řada amerického animovaného seriálu Simpsonovi je pokračování sedmé řady tohoto seriálu. Byla vysílána na americké televizní stanici Fox od 27. října 1996 do 18. května 1997. V Česku měl první díl z této řady premiéru 3. března 1998 na ČT2 (při prvním českém vysílání měla řada jinou sestavu dílů). Řada má celkem 25 dílů.

## Seznam dílů
| Č. v seriálu | Č. v řadě | Původní název                                                         | Český název                                                                           | Režie             | Scénář                                                                 | Premiéra v USA     | Premiéra v ČR      | Produkční kód |
| ------------ | --------- | --------------------------------------------------------------------- | ------------------------------------------------------------------------------------- | ----------------- | ---------------------------------------------------------------------- | ------------------ | ------------------ | ------------- |
| 154          | 1         | Treehouse of Horror VII                                               | Speciální čarodějnický díl                                                            | Mike B. Anderson  | Ken Keeler, Dan Greaney a David S. Cohen                               | 27. října 1996     | 1. prosince 1998   | 4F02          |
| 155          | 2         | You Only Move Twice                                                   | Dvojí stěhování                                                                       | Mike B. Anderson  | John Swartzwelder                                                      | 3. listopadu 1996  | 3. března 1998     | 3F23          |
| 156          | 3         | The Homer They Fall                                                   | Zuřící býk Homer                                                                      | Mark Kirkland     | Jonathan Collier                                                       | 10. listopadu 1996 | 8. prosince 1998   | 4F03          |
| 157          | 4         | Burns, Baby Burns                                                     | Burnsovy otcovské lapálie                                                             | Jim Reardon       | Ian Maxtone-Graham                                                     | 17. listopadu 1996 | 15. prosince 1998  | 4F05          |
| 158          | 5         | Bart After Dark                                                       | Bart po setmění                                                                       | Dominic Polcino   | Richard Appel                                                          | 24. listopadu 1996 | 22. prosince 1998  | 4F06          |
| 159          | 6         | A Milhouse Divided                                                    | Rozdělený Milhouse                                                                    | Steven Dean Moore | Steve Tompkins                                                         | 1. prosince 1996   | 29. prosince 1998  | 4F04          |
| 160          | 7         | Lisa's Date with Density                                              | Lízino rande s blbostí                                                                | Susie Dietterová  | Mike Scully                                                            | 15. prosince 1996  | 5. ledna 1999      | 4F01          |
| 161          | 8         | Hurricane Neddy                                                       | Hurikán Ned                                                                           | Bob Anderson      | Steve Young                                                            | 29. prosince 1996  | 12. ledna 1999     | 4F07          |
| 162          | 9         | El Viaje Misterioso de Nuestro Jomer (The Mysterious Voyage of Homer) | Homerova mystická cesta                                                               | Jim Reardon       | Ken Keeler                                                             | 5. ledna 1997      | 24. listopadu 1998 | 3F24          |
| 163          | 10        | The Springfield Files                                                 | Akta S                                                                                | Steven Dean Moore | Reid Harrison                                                          | 12. ledna 1997     | 26. ledna 1999     | 3G01          |
| 164          | 11        | The Twisted World of Marge Simpson                                    | Pokřivený svět Marge Simpsonové                                                       | Chuck Sheetz      | Jennifer Crittendenová                                                 | 19. ledna 1997     | 2. února 1999      | 4F08          |
| 165          | 12        | Mountain of Madness                                                   | Hora šílenství                                                                        | Mark Kirkland     | John Swartzwelder                                                      | 2. února 1997      | 9. února 1999      | 4F10          |
| 166          | 13        | Simpsoncalifragilisticexpiala(Annoyed Grunt)cious                     | Himlhergotdoneveterkrucajselement                                                     | Chuck Sheetz      | Al Jean a Mike Reiss                                                   | 7. února 1997      | 16. února 1999     | 3G03          |
| 167          | 14        | The Itchy & Scratchy & Poochie Show                                   | Představují se Itchy, Scratchy a Poochie                                              | Steven Dean Moore | David S. Cohen                                                         | 9. února 1997      | 23. února 1999     | 4F12          |
| 168          | 15        | Homer's Phobia                                                        | Homerova fobie                                                                        | Mike B. Anderson  | Ron Hauge                                                              | 16. února 1997     | 2. března 1999     | 4F11          |
| 169          | 16        | Brother from Another Series                                           | Bratr z jiného seriálu                                                                | Pete Michels      | Ken Keeler                                                             | 23. února 1997     | 9. března 1999     | 4F14          |
| 170          | 17        | My Sister, My Sitter                                                  | Má sestra, má chůva                                                                   | Jim Reardon       | Dan Greaney                                                            | 2. března 1997     | 16. března 1999    | 4F13          |
| 171          | 18        | Homer vs. The Eighteenth Amendment                                    | Homer versus 18. dodatek Ústavy                                                       | Bob Anderson      | John Swartzwelder                                                      | 16. března 1997    | 23. března 1999    | 4F15          |
| 172          | 19        | Grade School Confidential                                             | Důvěrnosti v základní škole                                                           | Susie Dietterová  | Rachel Pulido                                                          | 6. dubna 1997      | 30. března 1999    | 4F09          |
| 173          | 20        | The Canine Mutiny                                                     | Psí pozdvižení                                                                        | Dominic Polcino   | Ron Hauge                                                              | 13. dubna 1997     | 6. dubna 1999      | 4F16          |
| 174          | 21        | The Old Man and the Lisa                                              | Stařec a Líza                                                                         | Mark Kirkland     | John Swartzwelder                                                      | 20. dubna 1997     | 13. dubna 1999     | 4F17          |
| 175          | 22        | In Marge We Trust                                                     | V tebe věříme, ó Marge                                                                | Steven Dean Moore | Donick Cary                                                            | 27. dubna 1997     | 20. dubna 1999     | 4F18          |
| 176          | 23        | Homer's Enemy                                                         | Homerův nepřítel                                                                      | Jim Reardon       | John Swartzwelder                                                      | 4. května 1997     | 27. dubna 1999     | 4F19          |
| 177          | 24        | The Simpsons Spin-off Showcase                                        | Simpsonovi (ČT, Prima, Disney+) Filmy, v nichž si Simpsonovi zahráli (DVD Bontonfilm) | Neil Affleck      | námět: Ken Keeler scénář: David S. Cohen, Dan Greaney a Steve Tompkins | 11. května 1997    | 4. května 1999     | 4F20          |
| 178          | 25        | The Secret War of Lisa Simpson                                        | Tajná válka Lízy Simpsonové                                                           | Mike B. Anderson  | Richard Appel                                                          | 18. května 1997    | 19. ledna 1999     | 4F21          |